# Chorale Paulistano Mário de Andrade
La Chorale Paulistano Mário de Andrade, aussi généralement simplement nommée chorale Paulistano, est une chorale de la ville de São Paulo affiliée au théâtre municipal de São Paulo.
Le chœur est composé de 45 choristes professionnels qui se produisent a cappella en interprétant principalement des œuvres de compositeurs brésiliens du XXe siècle bien qu'elle puisse aussi se produire avec des musiciens invités si l'oeuvre musicale l'exige. Le chorale peut se produire lors de concerts mais aussi participer à des œuvres plus classiques à l'opéra avec le chœur lyrique municipal de São Paulo, l'orchestre symphonique municipal de São Paulo, le ballet de la ville de São Paulo et l'orchestre du répertoire expérimental,,.

## Histoire
Le chœur Paulistano est créé en 1936 par l'écrivain et musicologue brésilien Mário de Andrade dans le but de développer l'offre musicale brésilienne classique au théâtre municipal, de valoriser les compositeurs brésiliens et plus globalement, de diffuser à São Paulo le mouvement nationaliste qui a émergé dans le pays après la semaine d'art moderne.
Depuis sa création, le groupe est dirigé par des chefs d'orchestre de renom comme Camargo Guarnieri, Fructuoso Vianna, Miguel Arqueróns, Tullio Colacioppo, Abel Rocha, Zwinglio Faustini, Antão Fernandes, Samuel Kerr, Henrique Gregori, Roberto Casemiro, Mara Campos, Tiago Pinheiro, Bruno Greco Facio, Martinho Lutero Galati ou encore Naomi Munakata.
En 2013, le chef d'orchestre John Neschling, alors directeur artistique du Théâtre municipal, propose la fusion du chœur Paulistano avec le chœur lyrique municipal de São Paulo dans le but d'orienter le théâtre vers des représentations d'opéra. Cette proposition provoque une forte opposition au sein du milieu culturel local qui craint la dilution effective de la chorale Paulistano dans le chœur lyrique. Une pétition publique contre la fin de la chorale Paulistano est lancé et face à son succès et à la pression populaire, la proposition de fusion est rejetée. La vocation initiale de la chorale Paulistano d'interpréter le répertoire classique brésilien, qui s'est perdue au fil du temps, est relancée et une nouvelle direction artistique est dès lors prise. Le chœur est renommé chorale Paulistano Mário de Andrade, une direction artistique dédiée lui est assignée, et sa programmation est dorénavant largement orientée vers musique classique brésilienne,.